# Sedia del Diavolo
La cosiddetta "Sedia del Diavolo", più propriamente la tomba di Elio Callistio, è un'architettura funebre di Roma antica che si trova in piazza Elio Callistio nel quartiere Trieste a Roma. Sorgeva su una collinetta lungo la via Nomentana antica. La stessa piazza si chiamava fino agli anni Cinquanta piazza della Sedia del Diavolo.

## Storia
Elio Callistio era un liberto di Adriano e il suo sepolcro è tipico nella tipologia a tempietto (naiskos) della prima metà del II secolo d.C., paragonabile al cenotafio di Annia Regilla sull'Appia antica.
Il nome popolare deriva dalla forma del rudere, che con il crollo della facciata ha preso la curiosa forma di una monumentale cattedra del tipo vescovile, che accese la fantasia popolare, essendo all'epoca ben visibile da lontano e isolato nella campagna. Fu infatti usato spesso come rifugio da pastori e vagabondi e nel periodo romantico venne rappresentato in moltissimi disegni e pitture. Il richiamo alla figura del Diavolo pare derivi dall'aspetto dato al rudere dai bagliori rossastri dei fuochi notturni che venivano accesi all'interno di essa.
Nel 1882, all'altezza dell'odierna piazza Addis Abeba, grazie alle ricerche di Romolo Meli, venne rinvenuto un giacimento preistorico antico di oltre 200 000 anni.
Nel 1958, su richiesta degli abitanti, la piazza intorno al monumento abbandonò il nome ufficiale di "piazza Sedia del Diavolo", che seguendo l'uso popolare aveva assunto anche formalmente dal 1950, assumendo quello attuale di Piazza Elio Callistio (in precedenza era stata denominata "piazza Adua", nome scartato nel 1958 per evitare confusione con la via omonima).

## Descrizione
Il sepolcro è del tipo a tempio, come il Sepolcro di via Bisignano, su due piani, in laterizio, databile alla metà circa del II secolo d.C. (età Antonina). I lati presentano specchiature e piccole finestre inquadrate da paraste corinzie e sormontate da un originale fregio in cotto, dove mattoni di vario colore, disposti di piatto e per coltello, ottengono l'effetto di una struttura lapidea isodoma.
Una scala ricavata nel podio conduceva alla camera inferiore, semisotterranea, con due arcosoli in ognuna delle pareti. Gli arcosoli sono sormontati da cinque nicchie sopra le quali si aprono piccole finestre a strombo. Il pavimento è in mosaico bianco. Le pareti, in opus vittatum mixtum (testimonianza di un tardo restauro), sorreggono una volta a vela, un sistema architettonico usato raramente nell'architettura romana di questo periodo.
La camera superiore, utilizzata per i riti funerari, è coperta da una calotta su pennacchi sferici (in gran parte crollata); sulla parete di fondo ha una grande nicchia ad arco inquadrata da due colonnine laterizie e al centro un avancorpo con nicchia più piccola a calotta in forma di conchiglia, in stucco; sulle pareti laterali si aprono nicchie rettangolari, sormontate da un timpano e un davanzale su mensole.